# Баляснівський район
Баля́снівський (Піща́нський) райо́н — адміністративно-територіальна одиниця УСРР з центром у с. Балясне, утворена 7 березня 1923 у складі Полтавської округи з Баляснівської, Братешківської і Піщанської волостей Полтавського повіту та Орданівської волості Зіньківського повіту Полтавської губернії. 

## Історія
На момент створення налічував 36 сільрад, кількість яких скоротилася до 9. Площа — 516 верст² (~587 км²). Населення — 34 861 людина.
Станом на 7 вересня 1923 року район складався з 12 сільрад (Баляснівської, Братешківської, Жоржівської, Коржівської, Ландарівської, Надеждинської (с. Надежда), Орданівської, Піщанської, Потеряйківської, Славківської, Шкурупіївської, Яновщинської (с. Яновщина)) і налічував 37 595 жителів. 
13 березня 1925 року районний центр перенесено з с. Піщане в с. Балясне, а район відповідно перейменовано на Баляснівський. За даними на 25 лютого 1926 р. Баляснівський район мав 8 сільрад: Баляснівську, Жоржівську, Ландарівську, Надеждинську, Орданівську, Піщанську, Славківську, Яновщинську. 
У 1928 році Полтавський окрвиконком порушив питання зміни районування Полтавської округи, мотивуючи це тим, що в таких районах як Баляснівський районний центр являв собою глухе село, віддалене від великих торговельних шляхів, яке не мало перспектив економічного росту, проявивши себе за три роки тільки як адміністративний центр, зовсім не розвиваючи торгівлю і промисловість. 
18 квітня 1929 року постановою Секретаріату ВУЦВК район було розформовано, а його територію розподілено між Шишацьким, Решетилівським та Диканським районами.